# Anton Oberbeck
Anton Oberbeck (Berlino, 25 marzo 1846 – 23 ottobre 1900) è stato un fisico tedesco.

## Biografia
Dopo il 1864, anno del diploma al liceo francese di Berlino studiò fisica, matematica e chimica dapprima presso l'Università di Berlino, poi a Heidelberg e nuovamente a Berlino. Ha poi lavorato nel laboratorio alla Bergakademie di Berlino, e al laboratorio di Bunsen a Heidelberg e conseguì il dottorato nel 1868 presso l'Università di Berlino con una tesi Sulla magnetizzazione detta costante. Dal 1870 al 1878 fu insegnante al Sophien-Realgymnasium di Berlino, e fu sospeso dalla partecipazione alla guerra franco-prussiana. Nel 1878 Oberbeck divenne professore presso l'Università di Halle con lo scritto Sulla propagazione dell'induzione magnetica nell'acciaio dolce e fu nominato il 31 dicembre 1878 professore straordinario. Nel 1884 venne respinto da un incarico presso l'Università di Karlsruhe e fu promosso a professore ordinario. Egli viene tuttavia chiamato a Greifswald nel 1885, nonostante l'Università di Halle avesse proposto un alto stipendio per la cattedra di fisica teorica, dove insegnò nel decennio 1885-1895, anno in cui si trasferì all'Università di Tubinga. Ha pubblicato molto riguardo alle oscillazioni, correnti indotte e sulla conduzione elettrica nei gas, liquidi e film sottili.